# Parole in circolo (singolo)
Parole in circolo è un singolo del cantautore italiano Marco Mengoni, pubblicato il 29 gennaio 2016 come secondo estratto dal quarto album in studio Le cose che non ho.

## Video musicale
Il video, diretto da Niccolò Celaia e Antonio Usbergo, è stato presentato attraverso Vevo il 29 gennaio 2016, in concomitanza con l'uscita del singolo.

## Formazione
Crediti tratti dal libretto di Le cose che non ho:
- Marco Mengoni – voce, tastiera, programmazione, arrangiamento vocale e dei fiati
- Tim Pierce – chitarra elettrica, chitarra acustica
- Peter Cornacchia, Alessandro De Crescenzo – chitarra elettrica
- Sean Hurley, Giovanni Pallotti – basso
- Alex Alessandroni Jr., Jeff Babko – pianoforte, organo Hammond, Fender Rhodes
- Christian "Noochie" Rigano, Michele Canova Iorfida – tastiera, sintetizzatore, programmazione
- Blair Sinta – batteria
- Davide Sollazzi – batteria, pianoforte
- Francesco Minutello – tromba, arrangiamento fiati
- Mattia Dalla Pozza – sassofono, arrangiamento fiati
- Federico Pierantoni – trombone, arrangiamento fiati

## Classifiche

### Classifiche settimanali
| Classifica (2016) | Posizione massima |
| ----------------- | ----------------- |
| Italia            | 34                |

### Classifiche di fine anno
| Classifica (2016) | Posizione |
| ----------------- | --------- |
| Italia            | 85        |